# Bergognone
Ambrogio da Fossano, detto il Bergognone (1453 circa – 1523), è stato un pittore italiano.

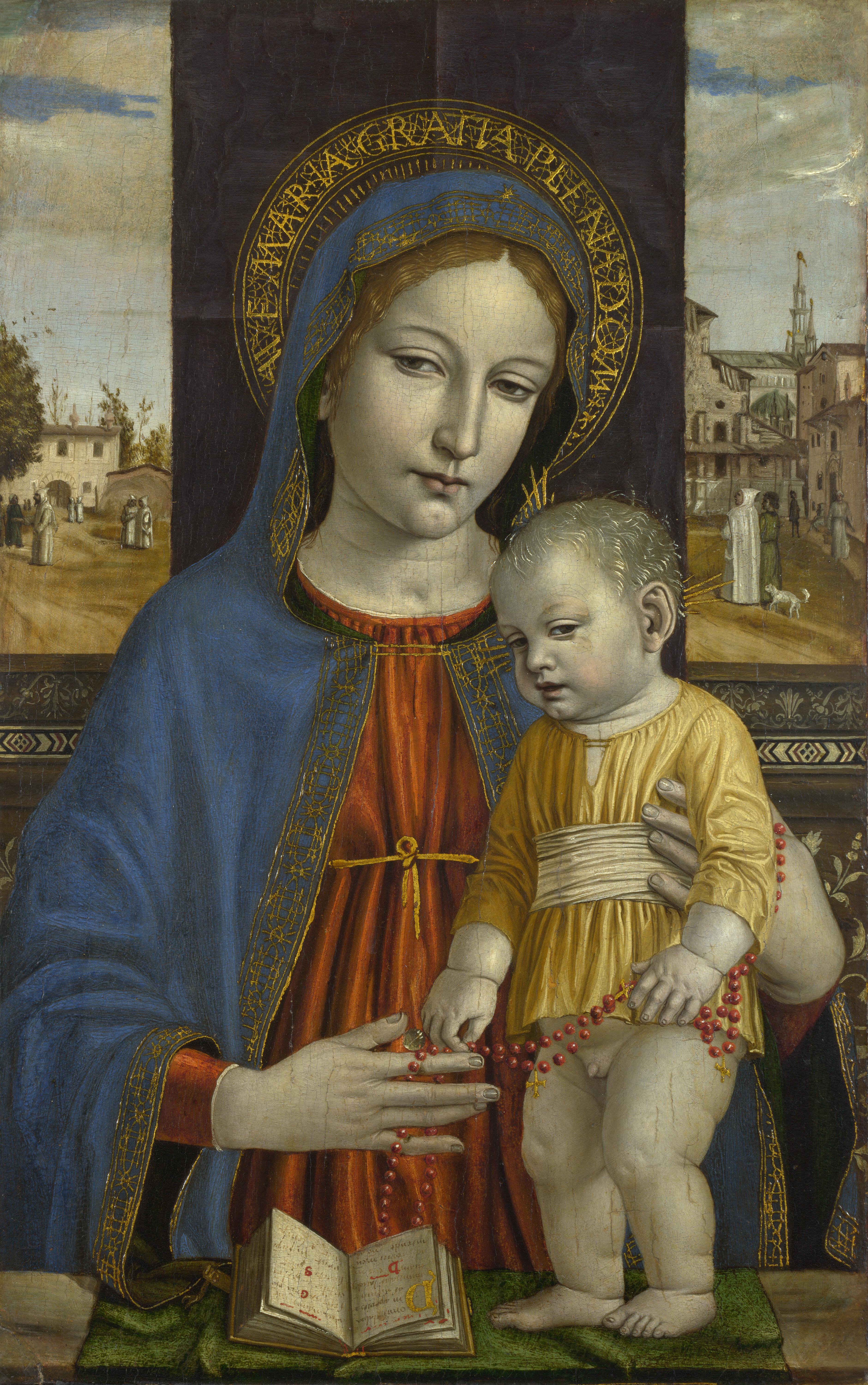
Madonna col Bambino (Londra, National Gallery)

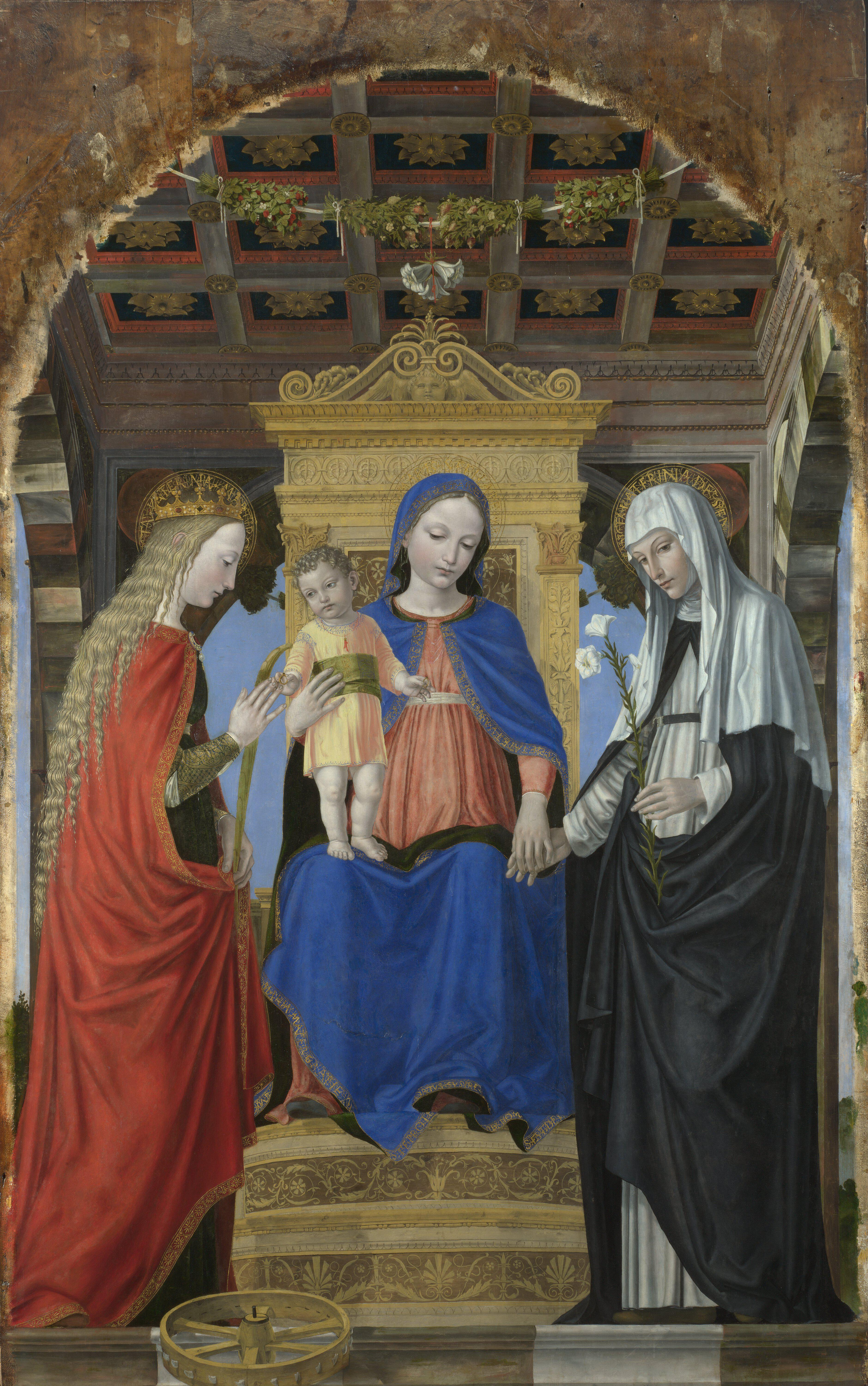
Matrimonio mistico di santa Caterina d'Alessandria (Londra, National Gallery; dalla Certosa di Pavia)

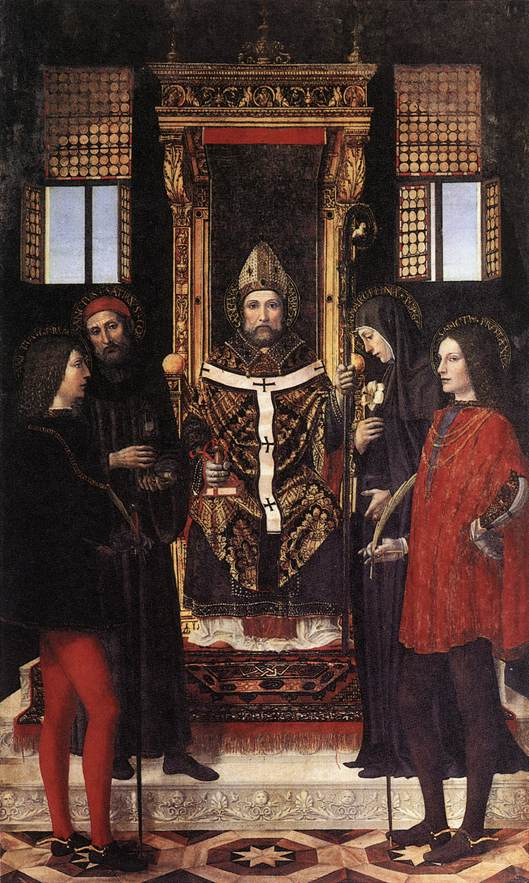
Pala di Sant'Ambrogio (Certosa di Pavia)

Di cultura foppesca, anche se di modi più "gentili", riprese dalla cultura fiamminga, giuntagli attraverso la Liguria, sia stilemi iconografici che l'uso della luce e gli ariosi paesaggi; alla fine degli anni Ottanta venne influenzato dall'opera di Leonardo, ma soprattutto di Bramante. I suoi paesaggi preludono ai pittori della realtà di Brescia nel Cinquecento, mentre il pietismo dei soggetti religiosi lo si ritrova sia nei leonardeschi lombardi sia in tanta pittura tardo-manieristica.
Molti pittori furono suoi allievi e seguaci, tra i quali si distinsero il fratello minore Bernardino e Bernardino Lanzani di San Colombano al Lambro. 

## Biografia

### Gli anni giovanili
Si conosce poco delle sue origini, si ritiene sia nato nel decennio che va dal 1450 al 1460, forse originario della cittadina piemontese di Fossano o di un'omonima località che esisteva presso Cremia. Risulta presente nella matricola dei pittori dell'Università di Milano del 1481 come Ambrosius de Fossano, filius domini Stefani e abitante a Milano presso la parrocchia di San Galdino in Porta Romana. Firmò alcune sue opere Ambrosio de Fossano dicto Brecognono, bregognono o bergognono ma Fossano e Bergognone sono anche i nomi di casati lombardi presenti nella zona della Certosa di Pavia dove il pittore lavorerà dal 1488 al 1494. Non si conosce nulla della sua formazione, alcune analogie si possono trovare con l'arte di Vincenzo Foppa di cui poteva esser stato alunno, ma anche con opere della scuola fiamminga e provenzale, acquisita dai viaggi dei pittori di cui venne a contatto con Zanetto Bugatto, Antonello da Messina e altri.
Opere giovanili e datate al 1480 circa sono il Cristo in pietà con angeli e un monaco certosino del Museo di Villa Cagnola a Gazzada Schianno e la Deposizione del Museo di Belle Arti di Budapest, in cui prevale il richiamo alla cultura fiamminga soprattutto nell'uso della luce.
Risalgono agli anni giovanili anche le sue prime due pale con Madonna e santi dal respiro monumentale, dipinte per il protonotario apostolico Calegrani, originario di Arona: la prima (1484) si trova ancora nella Chiesa dei Santi Martiri ad Arona, sua collocazione originaria, mentre la seconda (realizzata nel 1488 per la chiesa di San Pietro in Ciel d'Oro a Pavia) è oggi alla Pinacoteca Ambrosiana di Milano. Nella stessa pinacoteca si trovano anche due scomparti laterali di un polittico non ancora identificato; in essi sono raffigurati Sant'Elisabetta e San Francesco, san Pietro Martire con san Cristoforo. Tali dipinti testimoniano il suo avvicinamento ai modi di Vincenzo Foppa, modi addolciti e decorati, con i volti timidamente leonardeschi.
Tra il 1480 e il 1490  Bergognone realizzò un dittico, ora all'Accademia Carrara di Bergamo, con San Paolo e san Giovanni Evangelista, accostamento iconografico insolito, forse un'allusione al tema De propaganda fide.

### Alla Certosa di Pavia
Tra il 1488 e il 1495 Bergognone fu il principale pittore attivo nella fabbrica della Certosa di Pavia, dove realizzò, oltre ad un gran numero di affreschi, ben nove pale d'altare: ne rimangono sei, tre in loco, due alla National Gallery di Londra e una a Poznań; inoltre rimangono frammenti di una settima conservati sia alla Certosa di Pavia che in collezione privata a Milano.
Ancora in loco sono oggi la Crocifissione (firmata e datata 1490), i pannelli con i Dottori della Chiesa, le monumentali pale di Sant'Ambrogio (1490) e San Siro (1491). Proprio confrontando questi ultimi due dipinti si nota come, tra il 1490 e il 1491, avvenne un cambiamento di registro nello stile dell'artista, che si fece più monumentale e attento allo spazio prospettico, per influsso di Bramante che era a Milano dal 1479.
Proviene dalla Certosa anche il più tardo Cristo portacroce e i certosini (1493 circa), oggi alla Pinacoteca Malaspina di Pavia, mentre il Matrimonio mistico di santa Caterina d'Alessandria (del 1490 circa), è conservato a Londra, alla National Gallery.
Sempre per la Certosa l'artista realizzò anche una serie di opere minori: le predelle con Storie di sant'Ambrogio, per la Pala di Sant'Ambrogio (Nascita di sant'Ambrogio al Kunstmuseum di Basilea, Consacrazione di sant'Agostino e Predica di sant'Ambrogio alla Galleria Sabauda di Torino e l'Incontro di sant'Ambrogio e l'imperatore Teodosio all'Accademia Carrara di Bergamo), e le Storie di san Benedetto, conservate a Nantes e Milano. Tra queste opere minori per la Certosa si contano anche alcune Madonne col Bambino a mezzo busto (probabilmente dipinte per le celle dei certosini), ambientate in tipici e colti dal vero paesaggi lombardi, dove si palesa anche una timida influenza di Leonardo da Vinci: la Madonna del latte dell'Accademia Carrara di Bergamo del 1485 circa, la Madonna col Bambino della National Gallery di Londra, la Madonna del Certosino, ora a Milano nella Pinacoteca di Brera, databili tra il 1488 e il 1490. In queste opere le figure si stagliano contro paesaggi tipicamente lombardi, impostate a una cromia un po' spenta con grande attenzione alla luce.
Sono opera di Bergognone, sempre in Certosa, anche gli affreschi per le testate dei transetti. Nell'abside del transetto sinistro, tra il 1490 e il 1495 l'artista realizzò l'affresco con Gian Galeazzo Visconti presenta alla Vergine il modello della Certosa, in cui la composizione simmetrica dei gruppi e le forme regolari e monumentali, si accordano con la lezione del Bramante. Nell'abside del transetto opposto completa il ciclo l'Incoronazione di Maria tra Francesco Sforza e Ludovico il Moro, su un bellissimo sfondo azzurro.

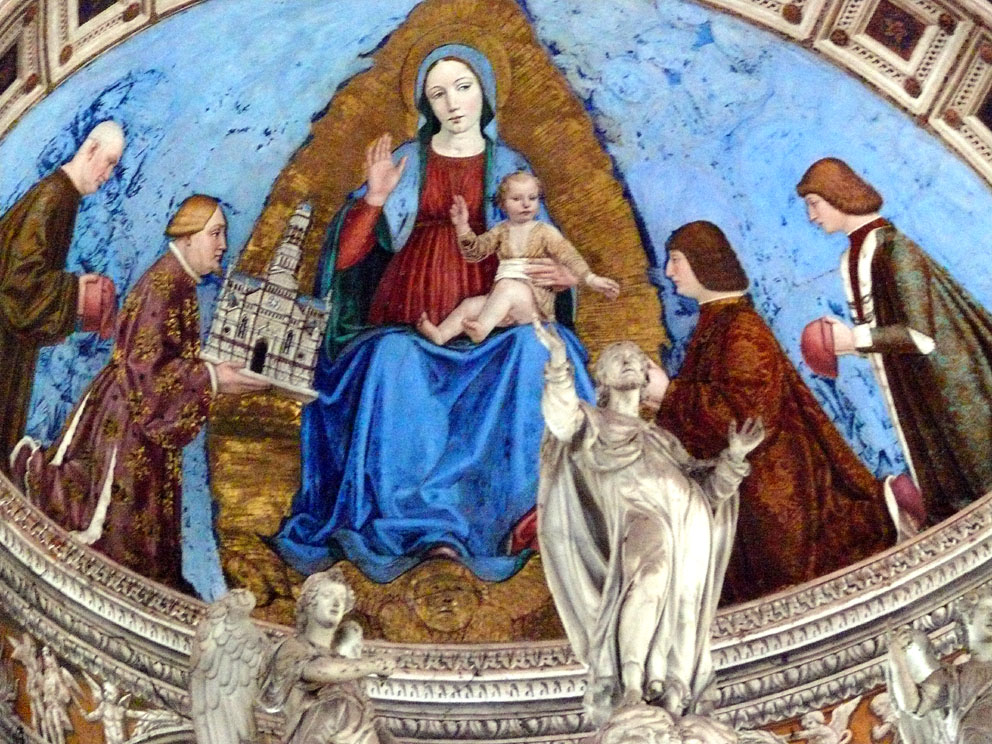
Gian Galeazzo Visconti, e i suoi discendenti, offrono la Certosa alla Madonna, Certosa di Pavia

Agli anni della Certosa dovrebbe risalire anche la tavola con Cristo risorto della National Gallery of Art di Washington. Probabilmente del 1494 è il pannello con la Presentazione al tempio, parte centrale di un trittico di provenienza ignota di cui fanno parte il Sant'Agostino e donatore come parte sinistra e il San Pietro Martire e donatore come parte destra, tutti conservati al Louvre.
Il notevole impegno alla Certosa non gli impedì di operare anche a Milano, dove intorno al 1495 eseguì gli affreschi in Santa Maria presso San Satiro, e il polittico con la Madonna col Bambino tra i Santi Giacomo ed Enrico vescovo nella basilica di Sant'Eustorgio, a Lodi, negli affreschi della chiesa dell'Incoronata (oggi perduti), a Melegnano e a Bergamo.

### Milano, Lodi e Bergamo

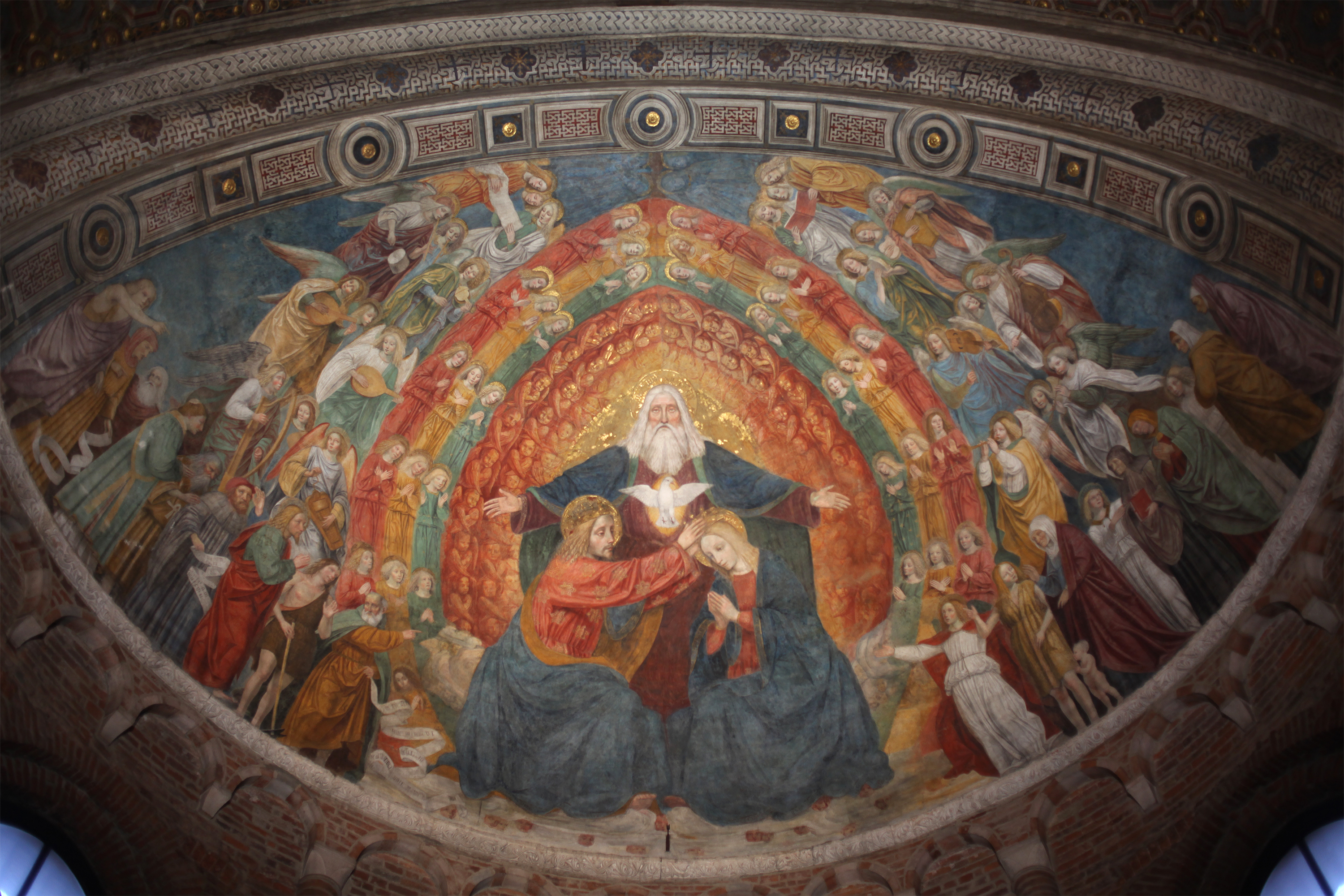
Affresco del Bergognone nella chiesa di San Simpliciano a Milano

Dopo un periodo di attività quasi esclusiva alla Certosa di Pavia, alla metà dell'ultimo decennio del secolo Bergognone si trasferì a Milano, eseguendo un importante ciclo di affreschi (oggi staccati e ricoverati alla Pinacoteca di Brera) per la chiesa di Santa Maria presso San Satiro, verosimilmente sotto lo stretto controllo di Bramante.
Allo scoccare del XVI secolo l'artista, che era ancora uno dei più celebrati in Lombardia, eseguì diverse opere per Milano, Lodi e Bergamo. Del 1500 circa è l'altarolo per devozione privata, con la Madonna col Bambino, dell'Accademia Carrara di Bergamo. Tra il 1500 e il 1505 Bergognone realizzò un polittico a un solo ordine per la chiesa bergamasca di San Bernardino, di cui rimangono parte delle tavole all'Accademia Carrara (Santa Marta, San Giovanni Evangelista e San Girolamo) ed una nella Collezione Johnson a Filadelfia (Santa Maria Maddalena). Probabilmente del 1501 è il Cristo Portacroce della National Gallery di Londra, che insieme all'Orazione nell'orto, nello stesso museo, erano parte di un trittico o di un polittico.
Del 1508 è l'Incoronazione della Vergine, nel catino absidale della basilica di San Simpliciano a Milano, dove l'accentuato chiaroscuro è forse di origine leonardesca. Dello stesso anno è il Polittico di Santo Spirito nella chiesa di Santo Spirito a Bergamo.
Nelle quattro pale con Storie di Maria per la Chiesa dell'Incoronata a Lodi, considerate tra i suoi massimi capolavori (1508), l'artista seppe collocare figure vagamente leonardesche in fastose scenografie di origine bramantesca, completate però da inserti con i caratteristici paesaggi di Lombardia, come nell'Annunciazione, forse il dipinto di più alta qualità dell'intero complesso. Nel pannello con la Presentazione al Tempio l'artista fece uso di una delicata luce radente, proveniente dai finestroni del matroneo di un tempio poligonale, molto simile alla stessa chiesa dell'Incoronata.

### Le ultime opere
L'ultimo periodo dell'artista si inaugurò con un breve ritorno alla Certosa di Pavia (1514), dove affrescò una delicata Madonna del Latte nella volta del refettorio, decorando le lunette dello stesso ambiente con figure di Apostoli a mezzo busto. Dell'ultimo periodo sono i Santi Rocco e Sebastiano  conservati presso la Collezione Cerruti, il terzo polo del Castello di Rivoli Museo d'Arte Contemporanea, monumentali affreschi nella sala capitolare di Santa Maria della Passione sempre a Milano (1514-1518), uno dei capolavori tardi del maestro.
Nel 1518 affrescò una cappella nella chiesa di San Pietro in Gessate con il Funerale di san Martino. Del 1522 è invece l'Incoronazione della Vergine, conservata a Brera ma proveniente da Nerviano. Tra le opere mature rimaste a Milano bisogna anche segnalare la tela raffigurante la Madonna col Bambino e santi nella prima cappella della navata sinistra del santuario di Santa Maria dei Miracoli.

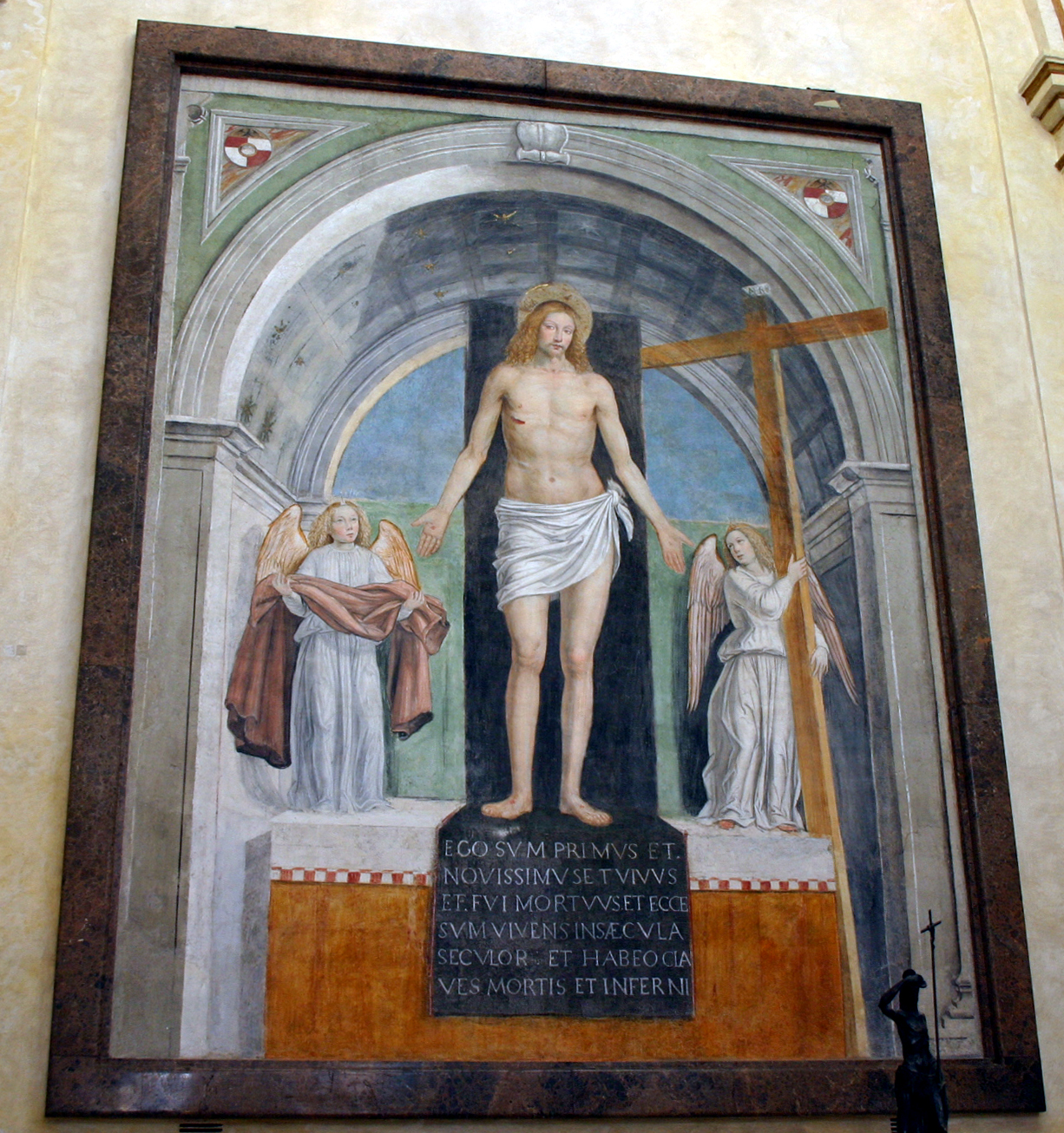
Cristo risorto, basilica di Sant'Ambrogio a Milano

## Opere

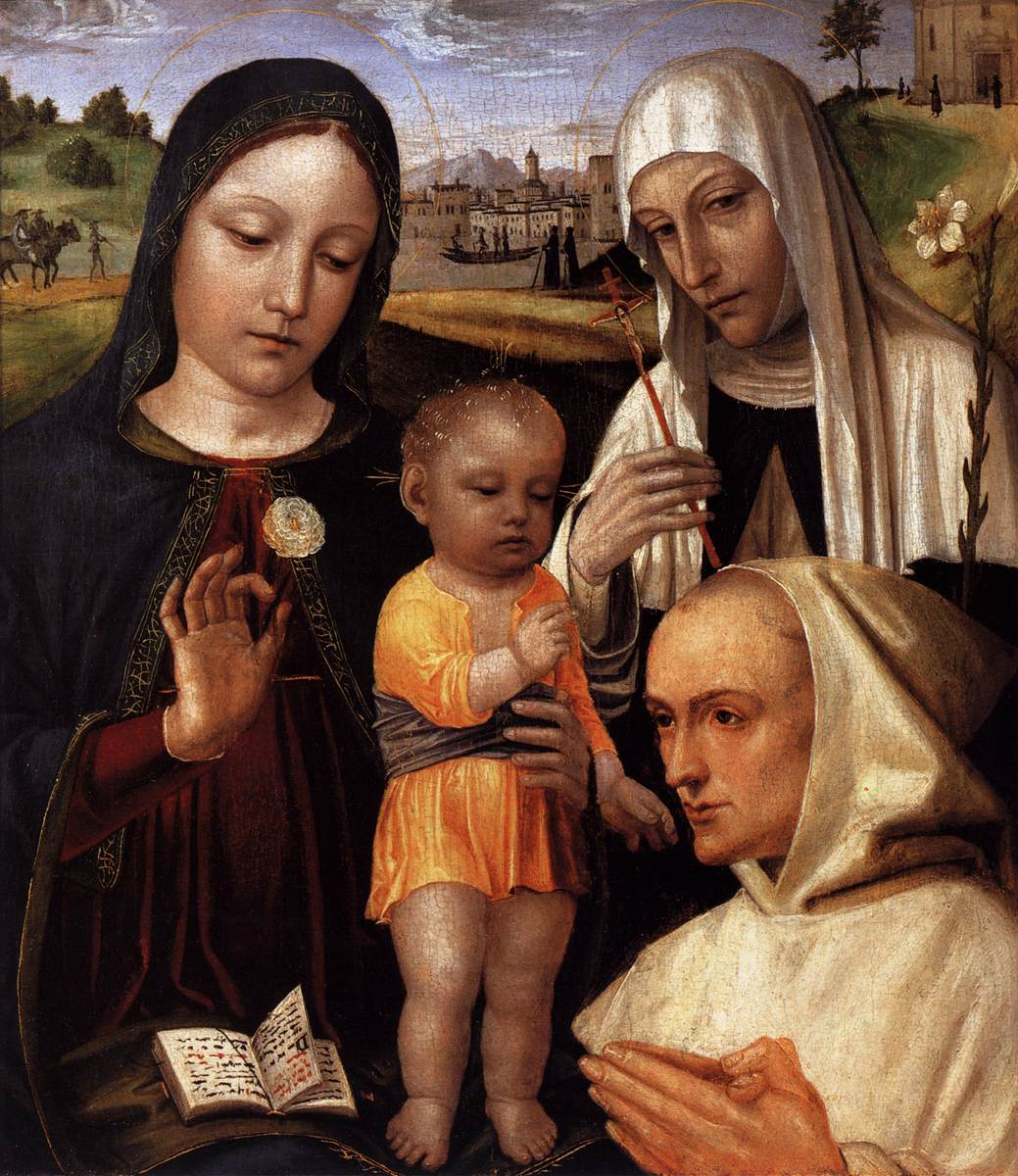
Madonna del Certosino (Brera)

- Cristo sotto il torchio , 1489 circa, Milano, chiesa di Santa Maria Incoronata
- Cristo in pietà con angeli e un monaco certosino, 1480 circa, Gazzada, Museo di Villa Cagnola
- Deposizione, 1480 circa, Budapest, Museo di Belle Arti
- San Giovanni Evangelista, 1480-1490 circa, olio su tavola, 57x18 cm, Bergamo, Accademia Carrara
- San Paolo e san Giovanni Evangelista, 1480-1490 circa, olio su tavola, 57x18 cm, Bergamo, Accademia Carrara
- Madonna e santi, 1484, Arona, collegiata dei Santi Gratiniano e Felino
- Madonna col Bambino e due angeli, 1485 circa, olio su tavola, 37x28 cm, Milano, Museo Poldi Pezzoli
- Madonna che allatta il Bambino, 1485 circa, olio su tavola, 29,5x22,5 cm, Milano, Museo Poldi Pezzoli
- Madonna del latte, 1485 circa, olio su tavola, 61x44 cm, Bergamo, Accademia Carrara
- Madonna col Bambino e santi, 1485 circa, olio su tavola, 242x182 cm, Milano, Pinacoteca Ambrosiana
- Sant'Elisabetta, 1485 circa, Milano, Pinacoteca Ambrosiana
- San Francesco, san Pietro Martire con san Cristoforo, 1485 circa, Milano, Pinacoteca Ambrosiana
- Madonna con Bambino, 1488-1490 circa, olio su tavola, 55x35,6 cm, Londra, National Gallery
- Madonna del Certosino, 1488-1490 circa, olio su tavola, 45x39 cm, Milano, Pinacoteca di Brera
- Cristo in pietà tra due angeli, 1488 - 1490, tempera su tavola, commissiona per la Certosa di Pavia oggi alla pinacoteca del Castello Sforzesco
- Elemosina di san Benedetto, 1490, tempera su tavola, pinacoteca del Castello Sforzesco
- Crocifissione, 1490 circa, Pavia, Certosa
- Dottori della Chiesa, 1490 circa, Pavia, Certosa
- Pala Sant'Ambrogio, 1490 circa, Pavia, Certosa
  - Nascita di sant'Ambrogio, Basilea, Kunstmuseum
  - Consacrazione di sant'Agostino, Torino, Galleria Sabauda
  - Predica di sant'Ambrogio, Torino, Galleria Sabauda
  - Incontro di sant'Ambrogio e l'imperatore Teodosio, olio su tavola, 33x21 cm, Bergamo, Accademia Carrara
- Cristo si erge dalla tomba, 1490 circa, olio su tavola, 114,5x61,2 cm, Washington, National Gallery of Art
- Matrimonio mistico di santa Caterina d'Alessandria, 1490 circa, olio su tavola, 187x129,5 cm, Londra, National Gallery
- Predella con Storie di san Benedetto, 1490 circa, Nantes e Milano
- Gian Galeazzo Visconti presenta alla Vergine il modello della Certosa, 1490-1495, affresco, Pavia, Certosa
- Incoronazione di Maria tra Francesco Sforza e Ludovico il Moro, 1490-1495, affresco, Pavia, Certosa
- San Siro, 1491, Pavia, Certosa
- Cristo portacroce e i certosini, 1493 circa, Pavia, Pinacoteca Malaspina
- Presentazione al tempio, 1494, Parigi, Louvre
- Sant'Agostino e donatore, 1494, Parigi, Louvre
- San Pietro Martire e donatore, 1494, Parigi, Louvre
- Madonna del Velo, 1495-1515 circa, tempera e olio su tavola, 60x40 cm, Milano, Pinacoteca di Brera
- Sant'Agnese, 1495 circa, affresco staccato, Milano, Pinacoteca di Brera
- Santa Caterina d'Alessandria, 1495 circa, affresco staccato, Milano, Pinacoteca di Brera
- Madonna con Bambino, 1500 circa, olio su tavola, 45x28 cm, Bergamo, Accademia Carrara
- San Giacomo Maggiore, 1500 circa, olio su tavola, 68x43 cm, San Pietroburgo, Ermitage
- Polittico di San Bernardino, 1500-1505, olio su tavola
  - San Gerolamo, 120x45 cm, Bergamo, Accademia Carrara
  - San Giovanni Evangelista, 120x45 cm, Bergamo, Accademia Carrara
  - Santa Marta, 120x45 cm, Bergamo, Accademia Carrara
  - Santa Maria Maddalena, 120x45 cm, Filadelfia, Philadelphia Museum of Art, Collezione Johnson
- Assunzione della Vergine, 1500-1510 circa, olio su tavola, 242,3x108 cm, New York, Metropolitan Museum
- Cristo portacroce, 1501 circa, olio su tavola, Londra, National Gallery
- Orazione nell'orto, 1501 circa, olio su tavola, 99x45 cm, Londra, National Gallery
- Cristo alla colonna, 1501, tempera e olio su tavola di pioppo, 100x46,8 cm, Magenta (MI), Chiesa di Santa Maria Assunta
- Cristo deriso, 1501, tempera e olio su tavola di pioppo, 100,5x46,8 cm, Magenta (MI), Chiesa di Santa Maria Assunta
- Santa Marta, 1505 circa, olio su tavola, 120x44 cm, Bergamo, Accademia Carrara
- Battesimo di Gesù, 1506, su tavola di legno, Melegnano, basilica di San Giovanni Battista
- Incoronazione della Vergine, 1508, affresco, Milano, basilica di San Simpliciano
- Polittico della Pentecoste, 1508, Bergamo, Chiesa di Santo Spirito
- Storie di Maria, 1508, Lodi, Tempio Civico dell'Incoronata
- Polittico di San Bartolomeo, Bergamo Accademia Carrara, 1509
- Santa Caterina d'Alessandria, 1510 circa, olio su tavola, 97,2x55,5 cm, Milano, Museo Poldi Pezzoli
- Madonna del Latte e Apostoli, 1514, affreschi, Pavia, refettorio della Certosa
- Ciclo di affreschi, 1514-1518, Milano, sala capitolare della chiesa di Santa Maria della Passione
- Santi Rocco e Sebastiano, 1514-1520, Rivoli-Torino, Collezione Cerruti
- Funerale di san Martino, 1518, affresco, Milano, chiesa di San Pietro in Gessate
- Incoronazione della Vergine, 1522, Milano, Pinacoteca di Brera
- Madonna col Bambino e santi, Milano, santuario di Santa Maria dei Miracoli
- Battaglia, dipinto documentato nella raccolta di Antonio Lucchesi-Palli della galleria di Palazzo Campofranco di Palermo.[11][12]